# Guy C. Wiggins
Pour les articles homonymes, voir Wiggins.
Guy C. Wiggins, né Guy Carleton Wiggins le 23 février 1883 à New York dans l'état de New York et décédé le 25 avril 1962 à Saint Augustine dans l'état de la Floride aux États-Unis, est un peintre impressionniste américain. Fils du peintre Carleton Wiggins, il fut l'un des plus jeunes membres de la colonie artistique d'Old Lyme, se spécialisant au cours de sa carrière dans la représentation de scènes de la ville de New York sous la neige en hiver et de paysages estivaux de la Nouvelle-Angleterre en été.

## Biographie
Guy C. Wiggins naît à New York en 1883. Son père est le peintre paysagiste et animalier Carleton Wiggins, qui lui donne ses premiers cours de peinture. Il étudie ensuite à l'université polytechnique de New York, à l'Art Students League of New York auprès du peintre George Inness et à l'académie américaine des beaux-arts, ou il a pour professeurs les peintres William Merritt Chase et Robert Henri.
Dès 1902, il accompagne son père à la colonie artistique d'Old Lyme dont il devient membre, côtoyant notamment les peintres impressionnistes Childe Hassam, Willard Metcalf, Edward Francis Rook et Frank DuMond. Il passe ces étés à Old Lyme et ces hivers à New York. Il se spécialise alors dans la peinture de paysage dans un style impressionniste, réalisant des scènes de la ville de New York sous la neige en hiver et des paysages estivaux de la Nouvelle-Angleterre.
En 1937, il s'installe à Essex dans l'état du Connecticut. Il y fonde la Guy Wiggins Art School ou il enseigne l'apprentissage de la peinture. Au cours des années suivantes, en plus d’enseigner, il voyage à travers les États-Unis ou il peint notamment des scènes des états du Montana, du Massachusetts et du Connecticut. Au cours de sa carrière, il est le président de la Connecticut Academy of Fine Arts et est membre du National Arts Club (en), du Lotos Club (en), de la Lyme Art Association (en) et du Salmagundi Club.
Sur la fin de sa vie, il réside à Old Lyme durant l'été et passe l'hiver à Saint Augustine dans l'état de la Floride, ou il décède en 1962. Son fils, Guy Arthur Wiggins, est devenu peintre. 
Ces œuvres sont notamment visibles ou conservées au Brooklyn Museum et au Metropolitan Museum of Art de New York, à la National Gallery of Art et au Smithsonian American Art Museum de Washington, à l'Art Institute of Chicago, au Muskegon Museum of Art de Muskegon, au Reading Public Museum (en) de West Reading et au Wadsworth Atheneum d'Hartford.

## Œuvres

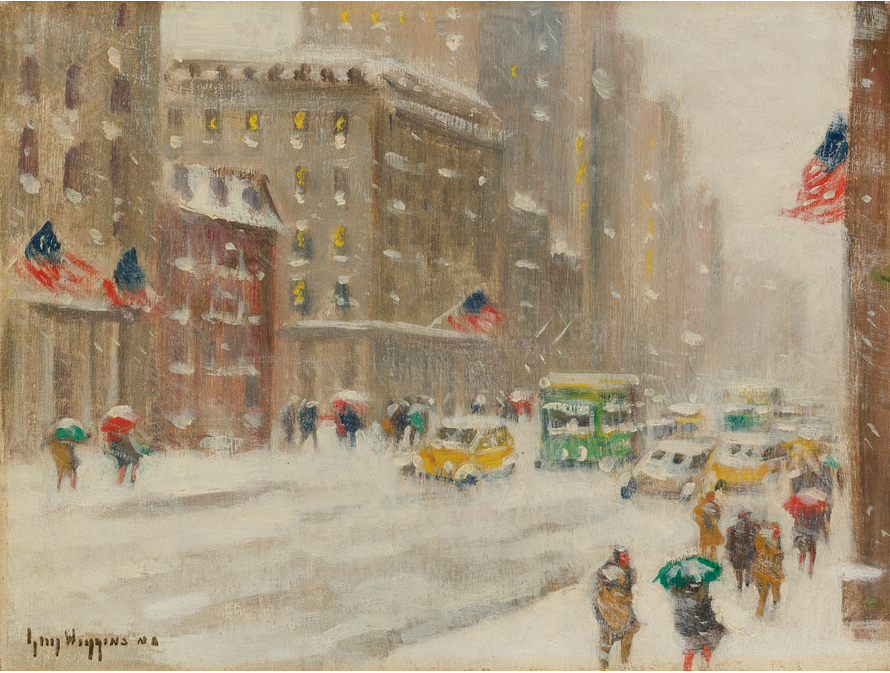
Fifth Avenue Storm, sans date
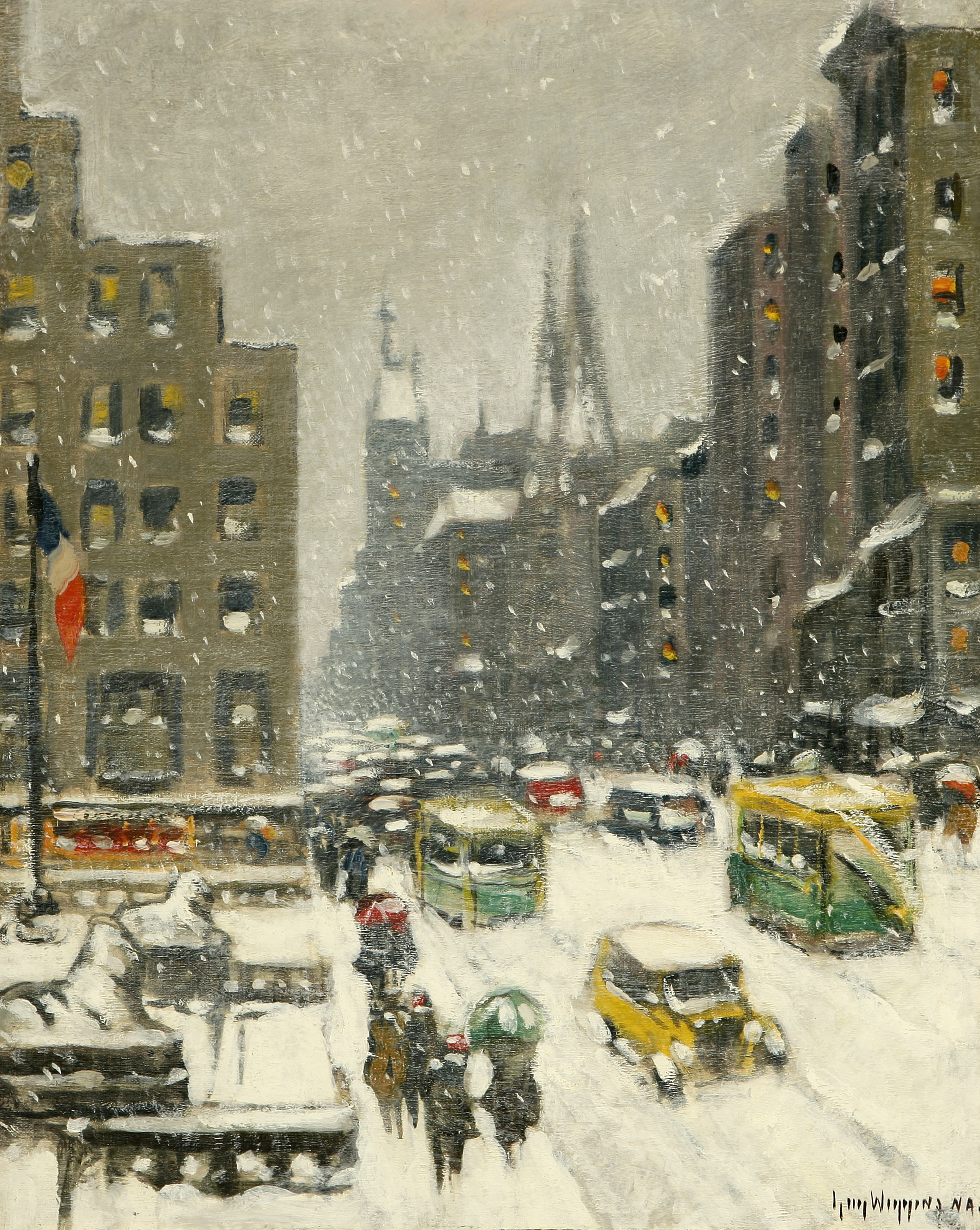
5th Avenue Storm, sans date
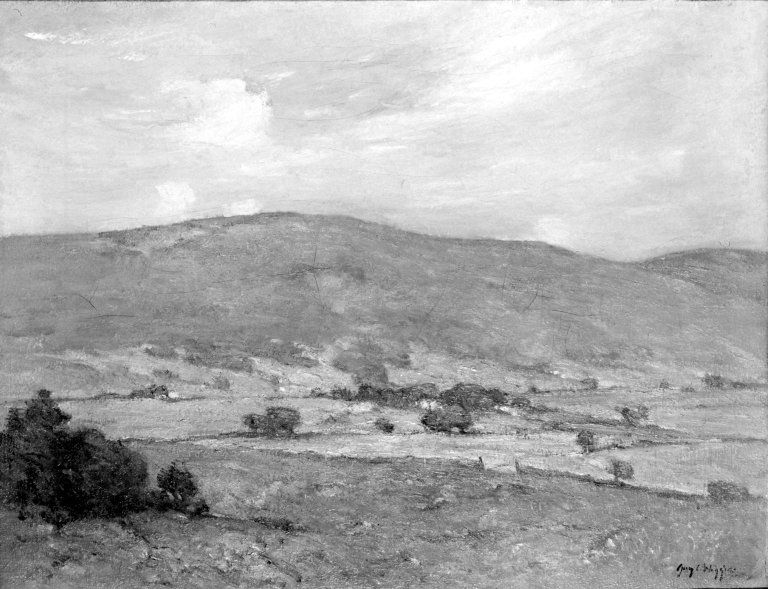
June, Berkshire Hills, vers 1910, Brooklyn Museum